# Sassolungo di Collalto
Il Sassolungo di Collalto (in tedesco Lenkstein o anche Großer Lenkstein) 3 236 m s.l.m. è una montagna che fa parte del gruppo delle Vedrette di Ries. Si trova lungo la linea di confine tra l'Italia e l'Austria e al confine tra il Parco nazionale Alti Tauri (Austria) e il Parco naturale Vedrette di Ries-Aurina (Italia).
La vetta si trova circa 3,5 km a nordest del Monte Collalto, la montagna più elevata del gruppo.